# Ikhwan al-Safa
Pour les articles homonymes, voir Safa.
Les Rasâ’il Ikhwân al-Safâ’ (Les Épîtres des Frères en pureté, arabe : رسائل إخوان الصفا) sont une somme savante composée de 52 épîtres portant chacune sur une science philosophique depuis l'arithmétique jusqu'à la magie. Leur nom est lié à une épître compréhensive (Al-Risâla al-jâmi`a) qui fait une synthèse de l’ouvrage. La paternité de l'ouvrage, ainsi que sa datation et son appartenance religieuse sont contestées. Le consensus tourne autour de l'Irak durant l'époque abbasside (entre le IXe siècle et le Xe siècle). L'ouvrage a été composé par les Ikhwân al-Safâ´ (Les Frères de la Pureté (en), arabe : إخوان‌ الصفا).

## Historique
Les Rasâ'il Ikhwân al-Safâ’ sont restées un ouvrage anonyme. Ikhwân al-Safā' constitue soit un pseudonyme derrière lequel se cacherait un groupe, soit signifie un personnage conceptuel inventé par l'auteur. 

### Le paradigme historique du groupe de Basra
Quand vers 980 on a demandé à Abû Hayyân al-Tawhîdî d'identifier les Frères en Pureté, il a énuméré certains de ses contemporains :
- Abû Sulaymân al-Bustî (connu aussi sous le nom d'al-Muqaddasî)
- `Alî b. Hârûn al-Zanjânî
- Muhammad al-Nahrajûrî (ou al-Mihrjânî)
- al-`Awfî.

Ce paradigme a depuis été réfuté, les Épîtres étant déjà connues en Andalousie avant 932.
Au niveau doctrinal, certains chercheurs conviennent que les Ikhwân et leur Rasâ’il appartient au mouvement ismaélien, d'autres au mu'tazilisme, d'autres au soufisme, d'autres au sabéisme, d'autres encore à l'école d'al-Kindi.
Le lien important à l'ismaélisme vient de son appropriation historique par le mouvement ismaélien qui en a épousé les cadres, tel le dâ'î Abû Hâtim al-Râzî.

### L'hypothèse al-Sarakhsī
Les Épîtres des Frères en Pureté sont peut-être l'œuvre du disciple d'al-Kindî, Aḥmad b. al-Ṭayyib al-Sarakhsī qui fut un philosophe pythagoricien de haut niveau, fondant la philosophie sur les mathématiques. Précepteur, puis commensal du calife al-Mu'tadid, il fut jeté en prison et exécuté avec "un groupe de révolutionnaires (khawârij)". 

## Description courte de l’œuvre
L'encyclopédie est composée de 52 épîtres (rasâ’il) ayant des longueurs variables, divisée en quatre tomes. Chaque tome développe différentes matières :
- Tome 1 : les sciences mathématiques (14 épîtres) incluent la théorie du nombre, la géométrie, l’astronomie, la géographie, la musique, les arts théoriques et pratiques, l’éthique et la logique.
- Tome 2 : les sciences de la nature (17 épîtres) comprennent la matière, la forme, le mouvement, le temps, l'espace, le ciel et l'univers, la génération et la corruption, la météorologie, les minéraux, les plantes, les animaux, le corps humain, la perception, l'embryologie, l'homme en tant que microcosme, le développement des âmes dans le corps, la limite de la connaissance, la mort, le plaisir et la langue.
- Tome 3 : les sciences psychologiques et rationnelles (10 épîtres) comprennent les principes intellectuels (ceux de Pythagore et ceux développés par les Ikhwân), l'univers en tant que macrocosme, l'intelligence et l’intelligible, les périodes et les époques, la passion, la résurrection, les différentes sortes de mouvement, la cause et l’effet, les définitions et les descriptions.
- Tome 4 : les sciences théologiques (11 épîtres) incluent les doctrines et les religions, le chemin menant à Dieu, la doctrine des Ikhwân, l’essence de la foi, la loi religieuse et la révélation, l'appel à Dieu, la hiérarchie, les êtres spirituels, la politique, la magie et le talisman.

## Les sciences philosophiques
Leurs présentations de la philosophie et de la théologie formulées dans une syntaxe particulière ont un objectif téléologique. Elles ont été également influencées par les théories arithmétiques néo-pythagoriciennes, les auteurs ont élaboré leur théosophie selon ce principe pythagoricien : « les êtres sont selon la nature du nombre ». Ils se sont inspirés de Pythagore : « Dans la connaissance des propriétés des nombres et dans la manière dont ils sont classifiés et rangés en hiérarchie réside la connaissance des êtres de Dieu ». Chaque nombre dépend de celui qui le précède. Nous pouvons décomposer les nombres unité par l'unité jusqu'à ce que nous atteignions le premier. Mais à ce dernier « nous ne pouvons rien retirer […] parce qu’il est l'origine et la source du nombre  ». Selon eux, les êtres humains sont comme les nombres : ils viennent de Dieu et retournent finalement à Lui. C'est ainsi qu’ils ont adapté les théories pythagoriciennes à leur croyance fondamentale pour d’écrire le monde spirituel et physique selon une hiérarchie.
La métaphysique des Ikhwân al-Safâ’ est fondée sur la philosophie hellénique. Ils partagent la terminologie aristotélicienne, mais les concepts [matière et forme, substance (du grec ousia), les accidents en potentiel ou en acte, et les quatre causes] varient légèrement. Pour eux, l'étude est la réminiscence socratique de la connaissance déjà acquise par l'âme ; l'âme possède une connaissance potentielle et peut arriver à une connaissance complète.
Les Ikhwân ont soutenu que la substance est auto-suffisante et elle est le réceptacle des attributs. Par contre la forme est divisée en : substances et accidents. Ils conçoivent quatre causes : matérielles, formelles, efficientes et finales. La cause matérielle des plantes provient des quatre éléments (le feu, l’air, l'eau et la terre) et leur finalité est de fournir la nourriture pour les animaux. Ici les Ikhwân expliquent la cause matérielle par la matière première (ex. : bronze ou argent) ; pour la cause formelle, ils donnent l'exemple d'un pépin qui produira éventuellement une pomme ; la cause efficiente indique l'origine, par exemple un père est la cause efficiente d'un enfant alors que la cause finale montre le but de quelque chose.

## Deux types de créations: spirituelle et physique
La création se déploie en deux phases : d'abord, Dieu crée ex nihilo l'Intellect ; après l'émanation (fayd) de ce dernier, il procède graduellement, donnant la forme à l'univers actuel. L'ordre et le caractère de l'émanation sont décrits ci-dessous.
1. Al-Bârî’ (Créateur) est le Premier et le seul Être éternel, aucun attribut anthropomorphique ne doit Lui être attribué. Seulement la Volonté qui est à l’origine du monde Le concerne. Pour les Ikhwân, Dieu est inconnaissable (cf. Deus absconditus) au-dessus de la hiérarchie, paradoxalement Il se révèle en un Dieu (Deus revelatus) guidant les croyants sur le droit chemin.
2. Al-`Aql (Intellect ou gr. Noûs) est le premier être qui provient de Dieu. Il est un en nombre tout comme Dieu Lui-même est unique. Dieu a créé dans l’Intellect toutes les formes des êtres subséquents, de lui a émané l'Âme Universelle et la Matière Première. Il est clair, selon l'opinion des Ikhwân, que l'Intellect est le meilleur représentant de Dieu. (Il est bon de voir dans le terme 'intellect' ici d'une part 'la conscience' et d'autre part faire la distinction entre l'intellect du mental inférieur (souvent teinté par l'égo) et le mental supérieur (au-delà de l'égo), domaine p.ex. de mathématiques pures, des symboles universels, des vérités de l'univers).
3. Al-Nafs al-Kulliyya (l'Âme Universelle) est l'Âme de l'univers entier, une essence simple qui émane de l'Intellect. Elle reçoit son énergie de l'Intellect. Elle se manifeste dans le Soleil à travers lequel le monde matériel est animé. Ce que nous appelons création, dans notre monde physique, concerne l'Âme Universelle.
4. Al-Hayûlâ al-Ûlâ (la Matière Première, forme arabisée du grec hylè), est une substance spirituelle qui ne peut émaner par elle-même. Elle est causée par l'Intellect afin que l'Âme Universelle émane la Matière Première qui reçoit  les différentes formes.
5. Al-Tabî’at (nature) est l'énergie diffuse dans tous les corps organiques et inorganiques. C'est la cause du mouvement, de la vie et du changement. L'influence de l'Intellect cesse au niveau de la nature car par la suite toutes les autres émanations tendent à être de plus en plus matérielles et imparfaites.
6. Al-Jism al-Mutlaq (le corps absolu). La Matière Première acquiert les propriétés physiques et devient le corps absolu ou la substance physique dont notre monde est fait.
7. Le monde des sphères (des étoiles fixes, Saturne, Jupiter, Mars, le Soleil, Vénus, Mercure, et la Lune) apparaît dans la septième étape de l'émanation. Tous les corps célestes se composent d'un cinquième élément, l'éther et ils ne sont pas sujets à la génération et à la corruption.
8. Les Quatre éléments (le feu, l’air, l'eau, et la terre) se retrouvent sous la sphère de la Lune où ils sont soumis à la génération et à la corruption. Les Ikhwân adoptent la théorie de Thalès (545 av. J.-C.) et des Ioniens en affirmant que ces quatre « éléments » sont en perpétuel changement, l'eau devient air et feu ; le feu devient air, eau, terre, ainsi de suite…
9. Les trois royaumes sont la dernière étape de l'émanation. Les trois royaumes (minéral, végétal et animal) sont faits d’un mélange proportionnel des quatre éléments.

Les Ikhwân al-Safâ’ ont repris la théorie de Démocrite d'Abdère (circa 370 av. J.-C.) considérant l'univers comme le macrocosme et l'être humain comme un monde en miniature (microcosme). Les différentes âmes (al-nafs al-juz’iyya), représentant les puissances infinies de l'Âme Universelle, ont commencé à se former. Pendant très longtemps, ces âmes ont rempli le monde des sphères et ont constitué les anges qui ont animé les corps célestes. Au début, les anges ont contemplé l'Intellect et ont rendu le culte à Dieu. Après un certain temps, certaines de ces âmes ont commencé à oublier leur origine et leur position. Leur inattention a causé la chute des âmes sur terre. Ceci explique l'origine métaphysique de la vie sur terre.